# Il mondo sulle spalle
Il mondo sulle spalle è un film per la film per la televisione italiana diretto da Nicola Campiotti e liberamente ispirato alla storia dell’operaio specializzato Enzo Muscia (divenuto poi direttore commerciale di una multinazionale francese, con sede a Saronno, in Italia), nominato dal presidente della Repubblica Sergio Mattarella, Cavaliere dell'Ordine al merito della Repubblica italiana il 2 febbraio 2017 “per lo spirito di iniziativa, il coraggio e la generosità con cui ha dato vita all’azienda A-Novo riassumendo i colleghi licenziati dalla precedente gestione.”

## Trama
Marco Parisi è un operaio specializzato di una piccola fabbrica torinese che dopo trent'anni perde il lavoro. È sposato con Carla e il figlio Davide, nato prematuro, è affetto da una grave malformazione cardiaca. Il curatore fallimentare gli dà il compito di redigere una lista di 20 colleghi per mantenere viva l'azienda per un anno, con la speranza che qualche imprenditore possa rilevarla ed evitare così il fallimento. Allo scadere dell'anno nessuno si presenta ed è lo stesso Marco che decide di rilevarla: all'insaputa della moglie ipoteca la casa, per avere il capitale necessario. Dopo mille vicissitudini riesce a vincere la gara d'appalto di una grande società americana per la produzione di lettori di POS. Così facendo riesce a salvare l'azienda e comincia la sua avventura da imprenditore.

## Produzione
Il film è stato prodotto da Picomedia in collaborazione con Rai Fiction e Iblafilm di Giuseppe Fiorello (attore protagonista e collaboratore al soggetto e alla sceneggiatura) con il sostegno di Film Commission Torino Piemonte.

## Accoglienza
Il film è stato trasmesso in prima TV il 19 febbraio 2019 su Rai 1, totalizzando 5.869.000 telespettatori pari al 23,9% di share.